# 申䒕雅
申䒕雅，是上海广播电视台旗下虚拟主播。2020年11月3日，申䒕雅以二次元卡通风格形象正式亮相。2022年3月3日，SMG融媒体中心宣布申䒕雅“转正”，正式参与到新闻节目之中。
申䒕雅的虚拟数字人造型，由SMG融媒体中心联手技术中心SMT旗下子午工作室共同开发打造，而且用到了动捕技术、面捕技术、CG技术合成等。。